# Mario Surbone
Mario Surbone (Treville Monferrato, 8 settembre 1932) è un pittore italiano.

## Biografia
Dopo aver concluso gli studi presso il Liceo Artistico di Torino, dal 1950 al 1954 frequenta l’Accademia Albertina di Belle Arti, dove diventa allievo di Felice Casorati.
Nel 1958 partecipa alla “Mostra nazionale di arte giovanile” a Roma, per poi soggiornare a Parigi nei primi anni Sessanta. Qui comincia ad assimilare il suo stile pittorico alle tecniche dell’Informale e del Naturalismo astratto. Il 1962 è l’anno della sua prima mostra personale, presso la Galleria Il Canale a Venezia.
Gli anni Settanta, invece, segnano una svolta decisiva verso l’Astrattismo. In questo periodo comincia la produzione degli Incisi, forme geometriche ritagliate da cartone pressato o metallo,  generalmente dipinti a monocromo. Punti di interesse nella ricerca di Surbone a questo punto della sua carriera sono il rapporto fra luce e ombra e la tridimensionalità dello spazio. Sono visibili in questi lavori i rifacimenti al movimento Spazialista di Fontana, in forma più controllata e “programmata”, come testimoniano i disegni preparatori che precedevano la realizzazione vera e propria dell’opera.
Dal 1978 in poi si può considerare conclusa la produzione degli Incisi, che lascia lo spazio ad una nuova ricerca. Surbone si dedica alla realizzazione di Acrilici su legno, sempre caratterizzati dalle incisioni rigorosamente geometriche del supporto. Dagli anni Ottanta in poi elementi presi dalla natura e la sua simbologia diventano predominanti nell’indagine artistica di Surbone.